# Valeur seuil
 (janvier 2017).
Si vous disposez d'ouvrages ou d'articles de référence ou si vous connaissez des sites web de qualité traitant du thème abordé ici, merci de compléter l'article en donnant les références utiles à sa vérifiabilité et en les liant à la section « Notes et références ».
La valeur seuil d'un produit est la valeur de la concentration (souvent exprimée en mg m−3) d'un produit à partir de laquelle ce dernier exerce un effet notable.

## Utilité
Suivant le domaine, la valeur seuil peut correspondre à un seuil de toxicité, de détection, etc.